# Vila Verde
Vila Verde – miejscowość w Portugalii, leżąca w dystrykcie Braga, w regionie Północ w podregionie Cávado. Miejscowość jest siedzibą gminy o tej samej nazwie. 

## Demografia
| Liczba ludności gminy Vila Verde (1865–2011) | Liczba ludności gminy Vila Verde (1865–2011) | Liczba ludności gminy Vila Verde (1865–2011) | Liczba ludności gminy Vila Verde (1865–2011) | Liczba ludności gminy Vila Verde (1865–2011) | Liczba ludności gminy Vila Verde (1865–2011) | Liczba ludności gminy Vila Verde (1865–2011) | Liczba ludności gminy Vila Verde (1865–2011) | Liczba ludności gminy Vila Verde (1865–2011) |
| -------------------------------------------- | -------------------------------------------- | -------------------------------------------- | -------------------------------------------- | -------------------------------------------- | -------------------------------------------- | -------------------------------------------- | -------------------------------------------- | -------------------------------------------- |
| 1865                                         | 1900                                         | 1930                                         | 1960                                         | 1981                                         | 1991                                         | 2001                                         | 2004                                         | 2011                                         |
| 31 442                                       | 32 053                                       | 36 990                                       | 42 256                                       | 44 432                                       | 44 056                                       | 46 579                                       | 48 122                                       | 47 888                                       |

## Sołectwa
Sołectwa gminy Vila Verde (ludność wg stanu na 2011 r.):
- Aboim da Nóbrega - 987 osób
- Arcozelo - 405 osób
- Atães - 659 osób
- Atiães - 520 osób
- Azões - 314 osób
- Barbudo - 2400 osób
- Barros - 335 osób
- Cabanelas - 2102 osoby
- Cervães - 1981 osób
- Codeceda - 172 osoby
- Coucieiro - 531 osób
- Covas - 396 osób
- Dossãos - 500 osób
- Duas Igrejas - 1291 osób
- Esqueiros - 493 osoby
- Freiriz - 1099 osób
- Geme - 551 osób
- Goães -546 osób
- Godinhaços - 380 osób
- Gomide - 228 osób
- Gondiães - 347 osób
- Gondomar - 71 osób
- Laje - 2895 osób
- Lanhas - 581 osób
- Loureira - 1152 osoby
- Marrancos - 504 osoby
- Mós - 323 osoby
- Moure - 1421 osób
- Nevogilde - 324 osoby
- Oleiros - 1169 osób
- Parada de Gatim - 793 osoby
- Passó - 208 osób
- Pedregais - 331 osób
- Penascais - 255 osób
- Pico - 610 osób
- Pico de Regalados - 845 osób
- Ponte - 483 osoby
- Portela das Cabras - 278 osób
- Rio Mau - 667 osób
- Sabariz - 443 osoby
- Sande - 591 osób
- Santa Marinha de Oriz - 336 osób
- Santiago de Carreiras - 377 osób
- São Mamede de Escariz - 388 osób
- São Martinho de Escariz - 361 osób
- São Martinho de Valbom - 185 osób
- São Miguel de Carreiras - 553 osoby
- São Miguel de Oriz - 235 osób
- São Miguel do Prado - 717 osób
- São Pedro de Valbom - 249 osób
- Soutelo - 2102 osoby
- Travassós - 218 osób
- Turiz - 1746 osób
- Valdreu - 516 osób
- Valões - 195 osób
- Vila de Prado - 4472 osoby
- Vila Verde - 4647 osób
- Vilarinho - 410 osób

## Zabytki
- Wieża Penegate